# 古代ギリシア医学

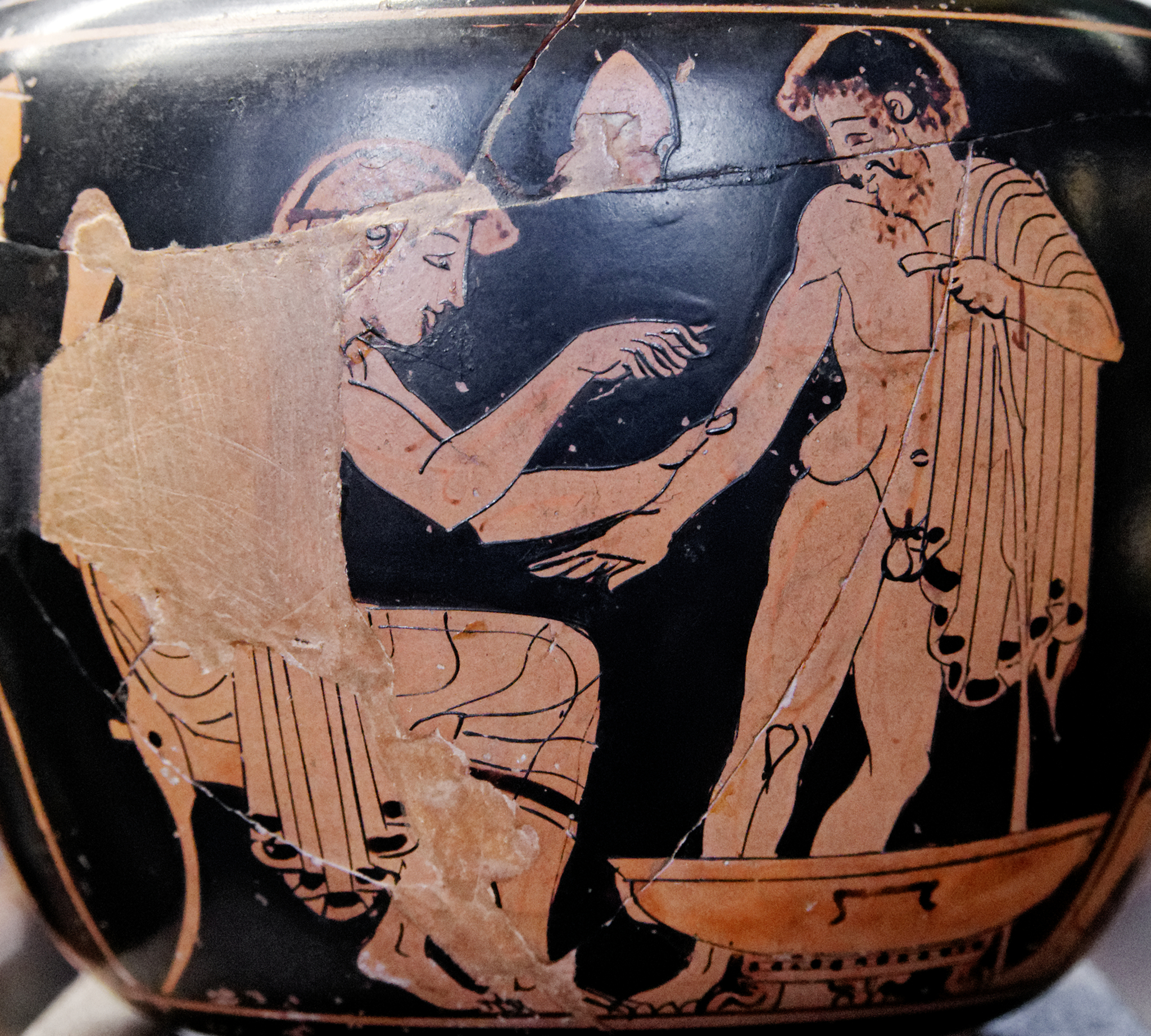
患者を診察する医師（軟膏壺に描かれたアッティカの赤絵、紀元前480–470年）。

古代ギリシア医学（こだいギリシアいがく、英語: Ancient Greek Medicine）は、新たなイデオロギーと試行を通して不断に拡大しつづけた理論と実践の集積であった。医学を意味するギリシア語の単語はイーアートリケー（古代ギリシア語: ἰατρική, iatrikē）である。

## 概要
古代ギリシア医学では、肉体的なものと精神的なものとが絡められながら、多くの要素が考慮されていた。具体的には、古代ギリシア人は、健康は体液、地理的位置、社会階級、食事、外傷、信念、考えかたに影響されると考えていた。
初期には古代ギリシア人は、病気は「神の罰」であり、治癒は「神々からの贈り物」であると信じていた。しかし、試行錯誤が続き、理論が症状や結果と照らしあわされていくうちに、「罰」や「贈り物」に関する純粋な精神的信念は、物理的な、すなわち原因と結果に基づいた基盤に取って代わられた。
古代ギリシアの医学は、体液理論（四体液説）を中心に展開されるようになった。体液理論は血液・粘液・黄胆汁・黒胆汁について述べている。4つの体液のそれぞれは、器官・気質・季節・元素に結びつけられていた。体液理論によれば、健康は血液・粘液・黄胆汁・黒胆汁という4つの体液の完全な均衡によってもたらされるとされており、したがって、健康が損なわれるのは、4つの体液の均衡が崩れていることから結果する。
また、病気や治療法は男性に対すると女性に対するとで異なるものがあるということで、医療において性別が役割を果たすことが理論上想定されていた。さらに、地理的位置や社会階級は、人々の生活条件に影響を与え、蚊やネズミ、清潔な飲料水の利用可否といった、さまざまな環境的要因に人々を従属させる可能性があった。食生活も同様に問題と考えられており、適切な栄養を得ることができないことで影響を及ぼす可能性があった。剣闘士が犬に噛まれるなどして負った外傷は、解剖学や感染症の理解に関連して理論上に一役買っていた。さらに、診断や治療の理論において、患者の信念や考えかたに重要な焦点があった。心が治癒に関与していること、あるいはそれが病気の唯一の原因でさえありうることも認識されていた。
「近代医学の父」として知られるヒポクラテスは、コス島に医学校を設立し、古代ギリシア医学のもっとも重要な人物である。ヒポクラテスとその弟子たちは、数多くの病気を『ヒポクラテス集成』に記録し、今日でも使われている医師のための「ヒポクラテスの誓い」を練りあげた。彼とその弟子たちはまた、今日の私たちの語彙の一部である医学用語も生みだした。急性、慢性、流行病、増悪、再発などがそれである。
ヒポクラテスやソクラテスらの古代ギリシア医学への貢献は、イスラム医学や中世ヨーロッパ医学に持続的な影響を与え、ついに14世紀に彼らの発見の多くが時代遅れとなるまでそれは続いた。
知られているギリシア最古の医学校は紀元前700年にクニドスに開校した。最初の解剖学書を編んだアルクマイオンはこの学校で働いており、患者を観察する実践が確立されたのはここにおいてである。彼らの古代エジプト医学に対する尊敬は知られているものの、この初期の時代のギリシア医学に対するなんらか特別な影響を識別しようとする試みは、資料の不足と古代の医学用語の理解の困難さゆえに劇的な成功を収めてはいない。
しかしながら、ギリシア人がエジプト産の物質を自分たちの薬局方に取りこんでいたことは明らかであり、その影響はアレクサンドリアにギリシア医学の学校が設立されて以来いっそう顕著になった。

## アスクレピエイオン（アスクレピオス神殿）

アスクレピオスの杖

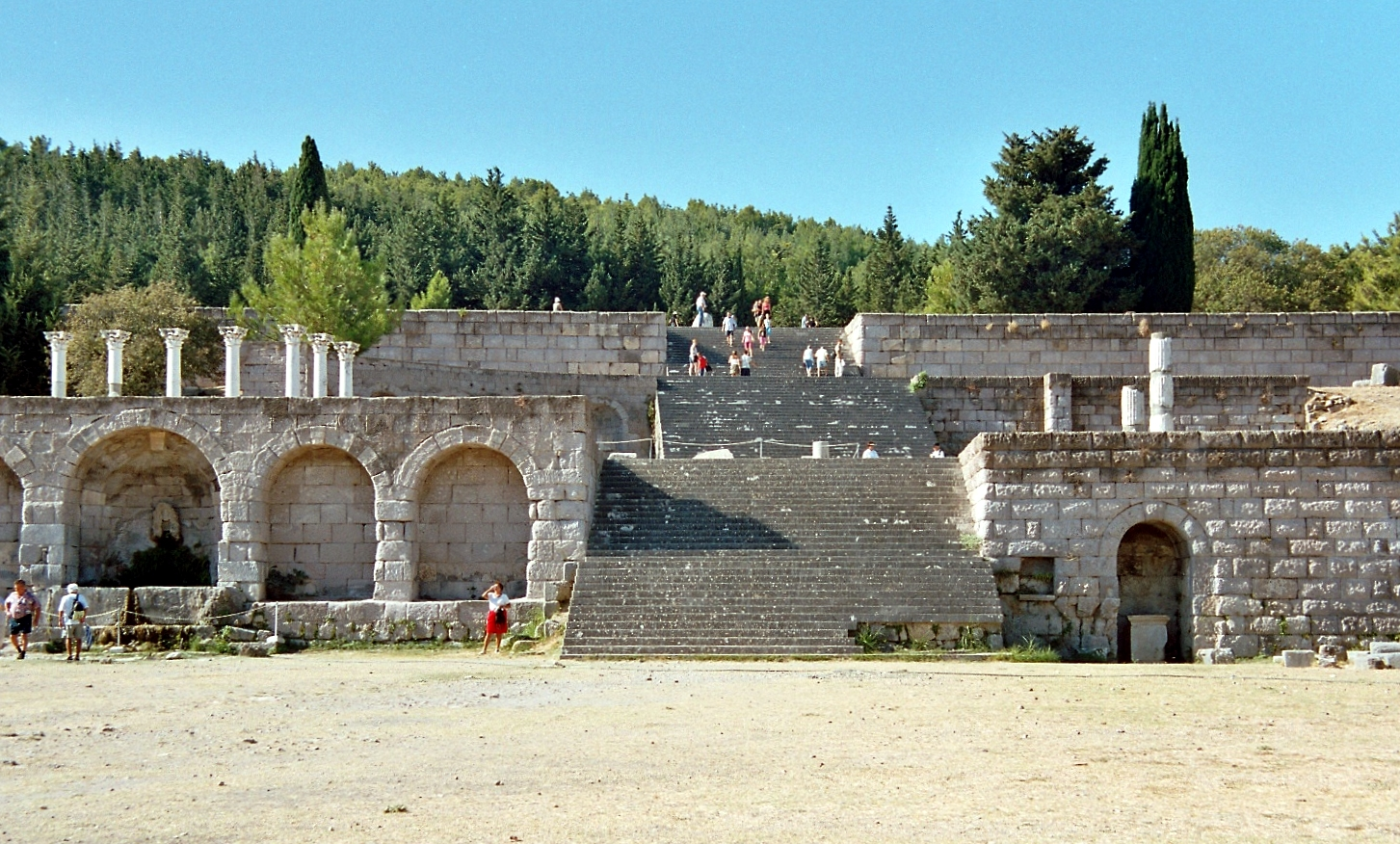
コス島にあるアスクレピエイオンの外観。これはもっともよく保存されたアスクレピエイオンの例である。

アスクレピオスは最初の医師として信奉され、神話ではアポロンの息子とされている。
医神アスクレピオスを祀る神殿はアスクレピエイオン（Ἀσκληπιεῖον, Asklēpieion; 複数形 Ἀσκληπιεῖα, Asklēpieia）と呼ばれ、医学的な助言や予後、治療の中心地として機能した。これらの神殿で患者は、麻酔と似ていなくもない「エンコイメーシス」(ἐγκοίμησις, enkoimēsis) と呼ばれる夢のような誘導睡眠状態に入り、その夢のなかで神からの導きを受けたり、手術によって治療されたりしたのである。アスクレピエイオンは、治療に導くために慎重に管理された空間を提供し、治療のために作られた施設に求められるいくつかの要件を満たしていた。
ペルガモンにあるアスクレピエイオンには、神殿の地下室に流れ落ちる泉があった。それには薬効があると信じられていたため、人々はその水を飲んだり沐浴したりするために訪れた。気を落ちつかせるために泥風呂やカモミールなどの温かいお茶が用いられたり、ペパーミントティーが頭痛を和らげるのに使われたりしたが、これらは今日でも多くの人が使っている家庭療法である。
患者たちは施設内で眠ることも奨励された。彼らの夢が医師たちによって解釈され、それから彼らの症状が検討された。ときには犬が連れてこられて、傷口を舐めさせて治療を助けることもあった。
エピダウロスのアスクレピエイオンには、紀元前350年に年代づけられる3枚の大きな大理石のボードがあり、それには問題を抱えて神殿にやってきてそこでそれを解決してもらった約70人の患者の名前・病歴・訴え・治療法が保存されている。腹部膿瘍の排膿や外傷性異物の除去など、挙げられている外科的治療法のいくつかは実際に行われたものとして十分に現実的だが、患者はアヘンなどの催眠物質の助けを借りて導入されたエンコイメーシスの状態にあった。
アスクレピオスの杖は、今日に至るまで医学の普遍的なシンボルである。しかし、ヘルメス神の振るった杖であるケーリュケイオン（カドゥケウス）としばしば混同されている。ケーリュケイオンが2匹の蛇と、ヘルメスの敏捷さを表現している1対の翼で表現されているのに対し、アスクレピオスの杖は1匹の蛇で翼はない。

## 古代ギリシアの医師
古代ギリシアの医師たちは、病気を超自然的なもの、すなわち神々の不満や悪魔の憑依からもたらされるものとはみなしていなかった。「ギリシア人は経験的・合理的なアプローチに基づく医学の体系を発達させた。そのようにして彼らは、それまで以上に自然主義的な観察に恃み、それは実践的な試行錯誤の経験によって強化されていった。それとともに人間の身体的機能不全を魔術的・宗教的に正当化することを放棄した」。しかしながら、場合によっては病気の責任は依然として患者に求められ、医師の役割は祈りや呪文や生贄によって神々と和解したり悪魔を祓ったりすることだった。

### 古代ギリシアの医療における女性
もともと古代ギリシアでは、女性が医師になることは許されていなかったが、女性医師が医療を行ったという記録はいくつか残っている。そのひとつが女性医師アグノディケー (Ἀγνοδίκη, Agnodikē) の話である。アグノディケーの物語の妥当性は学者によって議論されてきたが、伝説によるとアグノディケーは古代ギリシアの女性で、医学を学び医師になるために男性に変装していたという。彼女はそのために髪を切り男装していた。
アグノディケーは男性のふりをしつつ、当時の医師で婦人科医であったヘロピロスに師事し、みずから医療を行うのに必要な技術を学ぶことができた。信じられているところによれば、アグノディケーは患者に安心感を与えるため、女性の患者には自分が女性であることを証明するために自分の体をさらけ出すこともあったという。最終的に彼女は、女性でありながら医療行為を行っていたことが発覚し、裁判にかけられることとなった。そこでふたたび彼女は、医療を行う女性としての自己の存在を証明するために、法廷で自分をさらけ出した。その結果は、とりわけ女性が医学を習得することが可能であるということに反して、彼女は法律を犯しているものと判断されたのだった。しかしながら、彼女にかかった女性患者たちはアグノディケーを擁護し、男性医師にはできなかった点で助けてくれたと証言した。アグノディケーは無罪放免となり、その後まもなくアテナイでは法律が改正された。この裁判以後、自由人の女性は誰でも医療行為を行うことが法的に許可されるようになった。判決と法改正の後、アグノディケーは、アテナイで誰からも尊敬される医師となった。
アグノディケーは古代ギリシアにおける女性医師としてもっとも有名だが、他にも医師をしていた者たちはいたようである。しかしながら彼女らに関する情報はほとんどない。概して古代ギリシアの女性は教育を受けることを許されなかったので、多くの女性が医師になることができたとは考えがたい。ただし、裕福な家の娘など、教育を受けることができる例外はあったと考えられている。
アグノディケーのほかにも古代ギリシアには、正式な医師としての訓練を受けてはいないが、相当程度の医学的知識を持っていた女性の治療者たちがいた。これらの女性は、患者を助けるために薬草その他の自然的治療法を使用していた。彼女たちは現在の助産師や看護師と同様に、出産その他の女性の健康問題に関して補助するために呼ばれることが多かった。彼女たちはその時代に正式に医師として認められてはいなかったが、古代ギリシアの健康管理の機構において重要な役割を果たした。
全体としては、古代ギリシアの医療における女性の役割は限定的であった。しかしながらアグノディケーのように、障壁を突破して尊敬される医師になることのできた若干の例外もいた。古代ギリシアのほかの女性医師たちについてはほとんど情報がないが、他にも医療行為を行っていた者がいた可能性はある。加えて、古代ギリシアの健康管理機構において、たとえ正式に医師として認められていなかったとしても、女性の治療者たちは重要な役割を担っていた。

## ヒポクラテス集成と体液理論

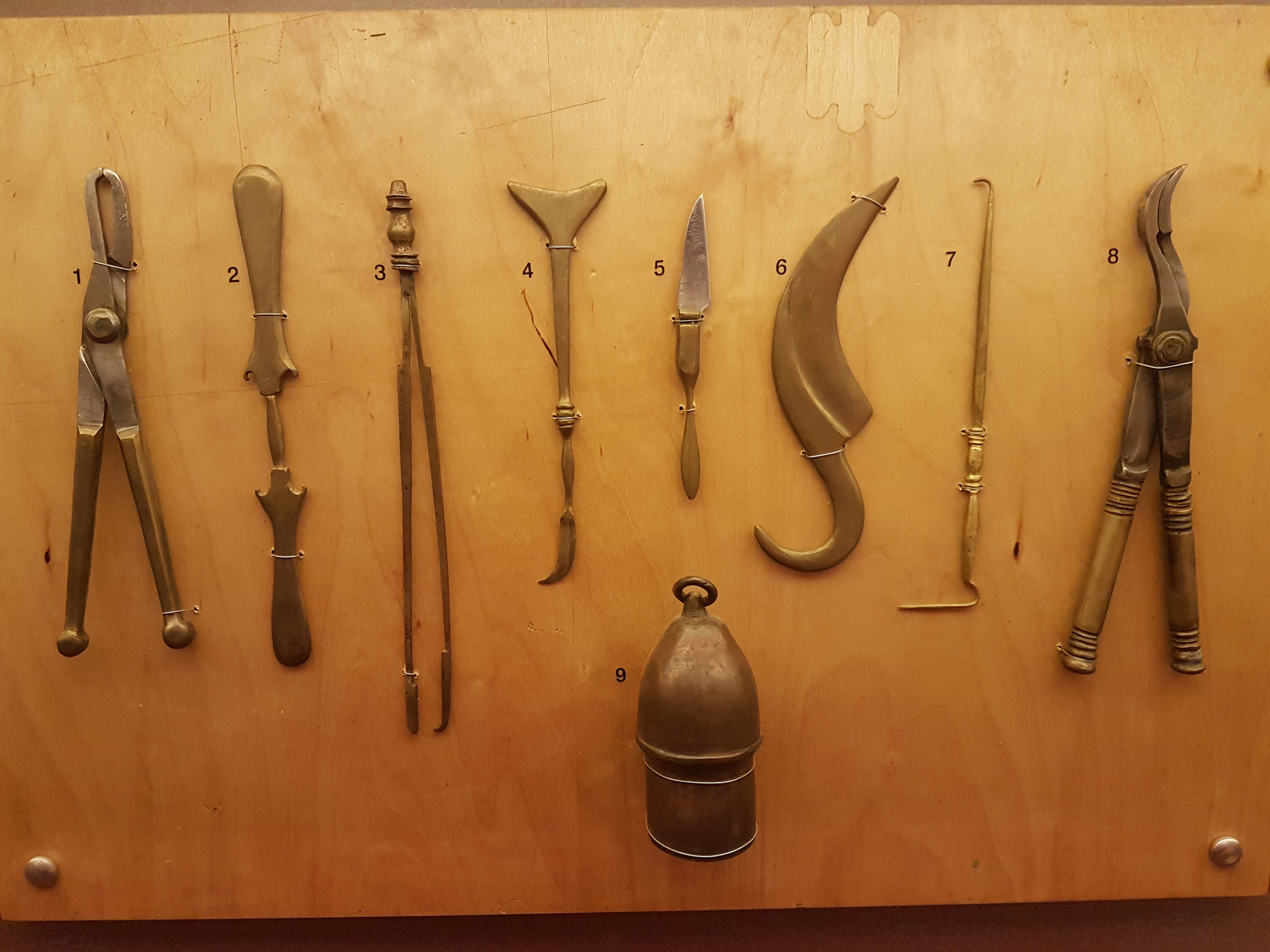
紀元前5世紀の外科用器具。ヒポクラテス集成に見られる描写にもとづく再構。テッサロニキ技術博物館蔵。

『ヒポクラテス集成』は古来の信念に反対し、魔法のような介入ではなく生物学にもとづいた病気へのアプローチを与える。『ヒポクラテス集成』はヒポクラテスとその弟子たちに関係する、古代ギリシアの約70編の初期の医学書の集成である。かつてはヒポクラテスその人によって書かれたと考えられていたが、今日では多くの学者が、これらの文書は数十年にわたって複数の著者により書かれたと考えている。『集成』に含まれている論考『神聖病について』は、もしすべての病気が超自然的なものに由来するのであれば生物学的な薬は効かないはずだろうと論じている。
体液理論の医学の確立は、人体の血液・黄胆汁・黒胆汁・粘液の均衡に焦点を当てた。熱・冷・乾・湿が過剰であると、体液の均衡が乱されて病気や体調不良になる。神々や神霊が患者を罰するのではなく、悪い空気が原因であると考えられた（瘴気説）。体液理論的な医療を実践する医師は、体液の均衡を取り戻すことに重点を置いた。超自然的な病気から生物学的な病気への移行は、ギリシアの宗教を完全に打ち壊したわけではなく、医師が患者とどのように接するかという新しい方法を提供した。
体液理論に従う古代ギリシアの医師たちは環境の重要性を強調した。医師たちは、患者が居住する環境に応じてさまざまな病気にかかるのだと考えた。土地ごとの水の供給や風の吹く向きは、その土地の住民の健康に影響を与えた。このことについては『空気、水、場所について』に詳しく論じられてれる。
患者たちは治療において重要な役割を担っていた。ヒポクラテスの『箴言』には、「医師はみずからがなすべきことをするだけでなく、患者にも看護師にも協力を求め、さらには外の環境も整えねばならない」と述べられている。患者のコンプライアンスは医師に対する尊敬に根ざしていた。『予後について』という論考によれば、医師は病気の結果を知る「予後」によって、自身の評価と尊敬を高めることができたという。医師は患者の居住地を考慮し、患者の生活において積極的な役割を果たした。致命的な病気と回復可能な病気を区別することは患者の信頼と尊敬にとって重要であり、患者のコンプライアンスに正の影響を与えた。

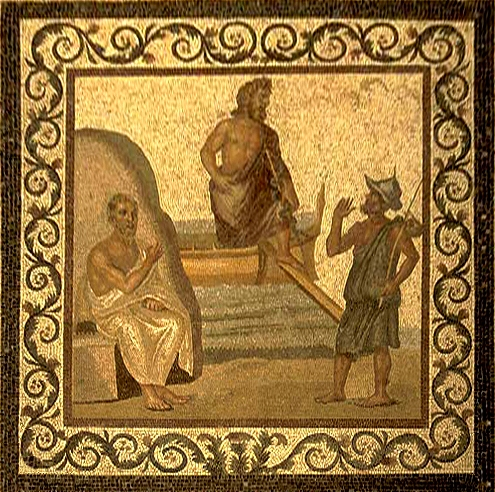
アスクレピオス（中央）がコス島を訪れ、ヒポクラテス（左）と市民（右）によって迎えられる。コス島のアスクレピエイオンのモザイク画、後2–3世紀。

ギリシア医学では、患者のコンプライアンスが高まるにつれ、医師と患者の関係において同意が重要な要素となっていった。患者の健康に関するすべての情報を提示されたあと、患者は治療を受けいれるかどうかの判断を下す。医師と患者の責任については、『流行病』という論考のなかで次のように述べられている：「医の技術には三つの要素がある、すなわち病気、病人、および医者。医者は技術の助手である。病人は医者と協力して病気に抵抗すべきものである」。

## アリストテレスの影響
古代ギリシアの哲学者アリストテレスは、古代においてもっとも影響力のある生物界の研究者であった。アリストテレスの生物学的著作は、経験主義、生物学的因果関係、ならびに生命の多様性に大きな関心を示している。しかしながらアリストテレスは、物事は人工的に制御された環境ではなくそれ自身の固有の環境において真の本性を発揮すると考えていたので、実験を行うことはなかった。現代の物理学や化学ではこの仮定は役に立たないことが判明しているが、動物学や行動生物学では依然として主流の慣行であり、アリストテレスの研究は「じつに興味深いものでありつづけている」。彼は自然について数えきれないほどの観察を行い、とくに身のまわりの動植物の習性や属性を観察し、それらを分類することに相当の注意を払った。アリストテレスは全部で540種の動物を分類し、少なくとも50種を解剖した。
アリストテレスは、すべての自然現象は形相因によって導かれると考えていた。このような目的論的な考えかたは、アリストテレスに、観察データを形相の設計の表現として正当化する根拠を与えた；たとえば自然はどの動物にも角と牙の両方を与えず、無駄を避け必要な程度にだけ一般に能力を与えているということを示唆している。同様のしかたでアリストテレスは、生物は植物から人間に至る順に完成度の高まる段階的階梯——自然の階梯 (ラテン語: scala naturae) ないし存在の大いなる連鎖 (Great Chain of Being)——に並べられていると考えていた。
アリストテレスは、生物の完成度はその形態に反映されるが、その形態によって前もって宿命づけられているものではないと考えた。彼の生物学のいまひとつの側面は、霊魂を3つの群に分けたことである。生殖と成長を担う植物的霊魂、移動と感覚を担う感覚的霊魂、そして思考と内省を可能とする理性的霊魂である。彼は植物には最初の1つだけを、動物には前2者を、そして人間には3つすべてを帰属させた。アリストテレスは、それ以前の哲学者たちとは対照的に、またエジプト人と同様に、理性的霊魂を脳ではなく心臓に位置づけた。注目すべきはアリストテレスが感覚と思考を分けたことで、これはアルクマイオンを除くそれまでの哲学者たちにおおむね反対していた。
アリストテレスのリュケイオンにおける後継者であるテオプラストスは、植物学に関する一連の書物『植物誌』を著した。これは植物学への古代のもっとも重要な貢献であり、中世に至ってもなおそうでありつづけた。果実を表す carpos、果皮を指す percarpium など、テオプラストスの用語の多くが現代にも残っている。テオプラストスはアリストテレスのように形相因を重視するのではなく、自然のプロセスと人為的なプロセスのあいだの類比を引きだし、かつアリストテレスの作用因の概念に依拠しつつ、機械論的な図式を提案した。またテオプラストスは、一部の高等植物の生殖に性の役割を認めていたが、この最後の発見は後世には失われた。アリストテレスとテオプラストスの生物学的・目的論的観念は、経験的観察よりも一連の公理に対する強調とともに、その帰結として彼らが西洋医学に与えた影響と容易に切り離すことができない。

## ヘロピロスとエラシストラトス、古代ギリシアの解剖学

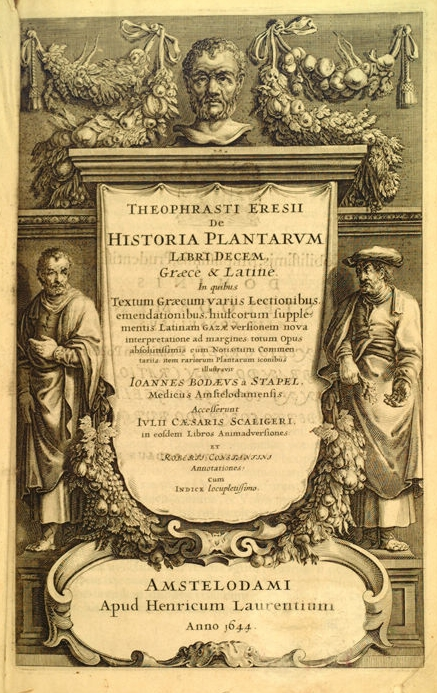
原著は前300年ころに書かれたテオプラストス『植物誌』の拡大・挿絵つき版（1644年）の扉絵。

解剖学研究のための命名法・方法・応用はすべてギリシア人にさかのぼる。テオプラストス（紀元前286年没）以後、オリジナルの著作が生みだされることは少なくなっていった。アリストテレスの思想への関心は残っていたものの、それらは概して疑問視されることもなく受けいれられていた。生物学の進歩がふたたび見られるようになるのは、プトレマイオス朝下のアレクサンドリア時代になってからである。
アレクサンドリアでの最初の医学教師は「解剖学の父」と称されるカルケドンのヘロピロスで、彼はアリストテレスとは異なり、知能のありかを脳に置き、神経系を運動や感覚に結びつけた。ヘロピロスはまた、静脈と動脈とを区別し、後者には脈拍があるが前者にはないことを指摘した。彼はこのことを、豚の首にある静脈と動脈を、鳴き声がしなくなるまで切るということを含む実験によって突き止めた。同様のしかたで、彼は脈の種類を見分けることに依拠した診断法を開発した。彼とその同時代人であるキオスのエラシストラトスとは、静脈や神経の役割を研究し、身体全体にわたる経路をマッピングした。
エラシストラトスは、人間の脳の表面が他の動物に比べて複雑であることを、その優れた知能に結びつけた。彼は籠に入れた鳥の体重を繰りかえし測定し、餌の時間と次の餌の時間とのあいだで体重が減るという実験を用いて研究を進めたこともある。また彼は師の空気力学の研究に従って、人間の血管系は真空によって統御され、血液を体中で引きこんでいると主張した。エラシストラトスの生理学では、空気は体内に入ると、肺によって心臓へと吸いこまれ、そこで生命のプネウマ (vital spirit) に変換され、それから動脈によって全身に送りだされる。この生命のプネウマの一部は脳に達し、そこで動物的プネウマ (animal spirit) に変化し、それから神経によって分配される。
ヘロピロスとエラシストラトスは、プトレマイオス朝の王たちから与えられた犯罪者を使って実験を行った。彼らはこれらの犯罪者を生きたまま解剖し、「まだ息をしている間に、自然がそれまで隠していた部分を観察し、それらの位置・色・形・大きさ・配置・硬さ・柔らかさ・滑らかさ・つながりかたを調べた」。
ルクレティウスのような数人の古代原子論者は、アリストテレスの生命に関する考えかたの目的論的な見かたに異論を唱えたが、目的論（そしてキリスト教の台頭後は自然神学）は、本質的には18世紀や19世紀に至るまで、生物学の思考の中心でありつづけることとなる。エルンスト・マイヤーの言葉を借りれば、「ルクレティウスとガレノス以後、ルネサンス期まで生物学で本当に重要なことはなにひとつなかった」のである。アリストテレスの自然誌や医学の考えかたは生き残りつつ、概して疑われることもなく受けいれられていた。

## ガレノス
クラウディオス・ガレノス（クラウディウス・ガレヌス、またはアエリウス・ガレヌスとも）は、ローマ帝国の著名なギリシア人医師、外科医、哲学者であった。ガレノスは古代の医学研究者のなかでおそらくもっとも優れた人物であり、解剖学・生理学・病理学・薬理学・神経学、ならびに哲学や論理学を含む、さまざまな科学分野の発展に影響を与えた。
ガレノスは、学問に関心を持つ裕福な建築家アエリウス・ニコンの息子として、医師としてまた哲学者として成功する素地となる包括的な教育を受けた。ペルガモン（現在のトルコのベルガマ）に生まれたガレノスは、広範囲を旅してさまざまな医学の理論や発見に触れたのちローマに定住し、そこでローマ社交界の著名人たちに仕え、最終的には数人の皇帝たちの専属医の地位を与えられた。
ガレノスの解剖学と医学の理解は、ヒポクラテスなどの古代ギリシアの医師が提唱し、当時主流であった体液の理論から主たる影響を受けていた。彼の理論は1300年以上にわたって西洋医学を支配し、影響を与えた。主にサル、とくにバーバリーマカクと、ブタの解剖に基づいた彼の解剖学的報告は、1543年にアンドレアス・ヴェサリウスの代表的な著作『人体の構造について』(De humani corporis fabrica)において人間の解剖の印刷された記述と図版が公刊され、ガレノスの生理学的理論がこれらの新しい観察に適用されるまで、議論の余地のないままであった。ガレノスの循環系についての生理学理論は、1628年にウィリアム・ハーヴェイが『心臓の動きについて』(De motu cordis) という論考を発表し、心臓がポンプの役割を果たし血液が循環していることを立証するまで存続した。医学生たちはじつに19世紀に至るまでガレノスの著作を勉強しつづけた。ガレノスは多くの神経結紮実験を行い、脳が脳神経系と末梢神経系によって筋肉のすべての運動を制御しているという、今日でも受けいれられている理論を支持した。
ガレノスがみずからを医師であると同時に哲学者であると考えていたことは、『最良の医師は哲学者でもある』と題する論文に記されたとおりである。ガレノスは合理主義と経験主義という医学の学派間の論争に大きな関心を寄せており、彼の直接観察・解剖・生体解剖の使用は、これら2つの視点の両極端のあいだの錯綜した中間的立場を表している。

## ディオスコリデス
紀元1世紀のギリシア人医師・薬理学者・植物学者・ローマの軍医であったペダニウス・ディオスコリデスは、通称『薬物誌』（デ・マテリア・メディカ、De Materia Medica）として知られる薬効物質の百科事典を著した。この著作は、医学理論や病因の説明には踏みこまず、約600種の植物の用途と作用を記述し、経験的観察にもとづいて約1,000種の単純薬を扱った。
ほかの古典古代の著作とは異なり、ディオスコリデスの写本が流布されなくなることはなかった。これは19世紀に至るまでの西洋薬局方の基礎となり、記述された医薬品の効能を如実に証明している。加えて、ヨーロッパのハーブ治療に与えた影響は、『ヒポクラテス集成』のそれを凌ぐものであった。

## ヘロディコス
ヘロディコス（古代ギリシア語: Ἡρóδιĸος）は紀元前5世紀のギリシアの医師で、スポーツ医学の父とみなされている。はじめて病気の治療や健康維持のために運動療法を用いたのは彼の功績とされ、彼はヒポクラテスの師の一人であったと考えられている。彼はまた、よい食事と有益なハーブやオイルを使ったマッサージを推奨し、彼の理論はスポーツ医学の基礎とみなされている。彼はマッサージの行われるべきしかたに厳密であった。彼は、さすりかたは最初はゆっくりと優しく、それから速くより強い圧力をかけ、その後にさらに優しくさすることを勧めた。

## 後世への影響
ギリシア文化との長い接触と、最終的なギリシア征服を通じて、ローマ人はヒポクラテスの医学を好意的に捉えるようになった。この受容によって、ギリシア医学の理論はローマ帝国全体、ひいては西洋の大部分に広まった。ヒポクラテスの伝統を継承し発展させた、もっとも影響力のあるローマ人の学者がガレノス（207年頃没）である。
しかしながら、ヒポクラテスやガレノスの著作の研究は、西ローマ帝国の崩壊後、西方ラテン語圏では中世初期にほとんど消えてしまった。もっとも東ローマ帝国（ビザンツ帝国）では、ギリシア医学のヒポクラテス゠ガレノス的伝統が研究され、実践されつづけていた。
紀元750年以降、アラブ・ペルシア・アンダルシアの学者たちが、とくにガレノスとディオスコリデスの著作を翻訳した。その後、ヒポクラテス゠ガレノスの医学の伝統は同化され、やがて拡大したが、そのさいもっとも影響力のあったイスラムの医師・学者がアヴィセンナであった。11世紀後半から、ヒポクラテス゠ガレノスの伝統は、主にアラビア語訳から、ときにはギリシア語原典からの、古典文献の一連の翻訳によって西方ラテン語圏に戻ってきた。ルネサンス期には、新たに入手可能となったビザンツの写本から、ガレノスとヒポクラテスのギリシア語からの直接翻訳がさらになされた。
ガレノスの影響は非常に大きく、13世紀に西欧人が解剖を始めたあとも学者たちはしばしば、ガレノスの正確さに疑いを投げかけるような知見をもガレノスの理論モデルに同化させるほどであった。しかしながら、16–17世紀には科学的な実験方法がますます重視されるようになり、古典的な医学理論は乗り越えられるようになった。にもかかわらず、ヒポクラテス゠ガレノス的な瀉血法は、経験的に効果がなく危険であるにもかかわらず、19世紀まで行われていた。

## 関連書籍
- Annas, Julia. Classical Greek Philosophy. In Boardman, John; Griffin, Jasper; Murray, Oswyn (ed.) The Oxford History of the Classical World. Oxford University Press: New York, 1986. ISBN 0-19-872112-9
- Barnes, Jonathan. Hellenistic Philosophy and Science. In Boardman, John; Griffin, Jasper; Murray, Oswyn (ed.) The Oxford History of the Classical World. Oxford University Press: New York, 1986. ISBN 0-19-872112-9
- Cohn-Haft, Louis. The Public Physicians of Ancient Greece, Northampton, Massachusetts, 1956.
- Guthrie, W. K. C. A History of Greek Philosophy. Volume I: The earlier Presocratics and the Pythagoreans. Cambridge University Press: New York, 1962. ISBN 0-521-29420-7
- Jones, W. H. S. Philosophy and Medicine in Ancient Greece, Johns Hopkins Press, Baltimore, 1946.
- Lennox, James (15 February 2006). “Aristotle's Biology”. Stanford Encyclopedia of Philosophy.
- Longrigg, James. Greek Rational Medicine: Philosophy and Medicine from Alcmaeon to the Alexandrians, Routledge, 1993.
- Longrigg, James. Greek Medicine From the Heroic to the Hellenistic Age. New York, NY, 1998. ISBN 0-415-92087-6
- Lovejoy, Arthur O. The Great Chain of Being: A Study of the History of an Idea.  Harvard University Press, 1936. Reprinted by Harper & Row, ISBN 0-674-36150-4, 2005 paperback: ISBN 0-674-36153-9
- Majno, Guido. The Healing Hand: Man and Wound in the Ancient World. Harvard University Press, 1975; Routledge, 2004.
- Mason, Stephen F. A History of the Sciences. Collier Books: New York, 1956.
- Mayr, Ernst.  The Growth of Biological Thought: Diversity, Evolution, and Inheritance.  The Belknap Press of Harvard University Press: Cambridge, Massachusetts, 1982. ISBN 0-674-36445-7
- von Staden, Heinrich (ed. trans.). Herophilus: The Art of Medicine in Early Alexandria. Cambridge University Press, 1989. ISBN 0-521-23646-0, ISBN 978-0-521-23646-1]